# Amauropini
Amauropini (лат.) — триба мелких коротконадкрылых жуков-ощупников из подсемейства Pselaphinae (Staphylinidae).

## Распространение
Голарктика: Северная Америка, Европа. Один из родов эндемичен для восточной части Северной Америки, а остальные 11 ограничены западной Палеарктикой.

## Описание
Мелкие коротконадкрылые жуки—ощупники (длина менее 5 мм). Безглазые, а область, обычно занятая глазами, выступает в виде острого шипа. Надкрылья укороченные, лапки трёхчлениковые (формула лапок 3-3-3). Все представители обитают в глубокой лиственной подстилке, под камнями или являются троглобионтами. Некоторые американские виды Arianops живут в ассоциации с муравьями рода Amblyopone.
Имеют нормальные усики (без модификаций), тонкий коготок второго членика лапок и предпоследний членик задних лапок по длине близок к предыдущему (у Batrisini наоборот: толстый коготок второго членика лапок, а предпоследний членик задних лапок по длине близок к следующему).

## Систематика
Около 150 видов, 12 современных родов. Триба была впервые выделена в 1948 году. Триба Amauropini включена в состав надтрибы Batrisitae.
- триба Amauropini Jeannel, 1948
  - Amaurops Fairmaire, 1851 — 4 вида, Западная Палеарктика
  - Amauropus Reitter, 1918 — 1, Западная Палеарктика
  - Arianops Brendel, 1893 — 40, Северная Америка[7]
  - Bergrothia Reitter, 1884 — 7, Кавказ[8][9]
  - Orientamaurops Karaman, 1961 — 1, Ливан[10]
  - Paramaurops Jeannel, 1948 — 55, Европа[11][12]
  - Protamaurops G.Müller, 1944 — 9, Балканы[13]
  - Pseudamaurops Jeannel, 1948 — 8, Балканы[14]
  - Seracamaurops Winkler, 1925 — 15, Балканы[15][16][17]
  - Troglamaurops Ganglbauer, 1903 — 3, Балканы
  - Tropidamaurops Jeannel, 1948 — 1, Италия
  - Zoufalia Reitter, 1918 — 5, Балканы